# Sabine Leibholz
Sabine Bonhoeffer (*4 de febrero de 1906, Breslau; † 1999, Gotinga), usó su nombre de casada como escritora
Sabine Leibholz-Bonhoeffer fue hermana gemela del pastor y mártir del nazismo Dietrich Bonhoeffer y de Klaus Bonhoeffer.

## Bio
Uno de los ocho hermanos Bonhoeffer. Criada en el seno de una destacada familia berlinesa su padre era el psiquiatra Karl Bonhoeffer y su madre la condesa Paula von Hase, nieta del teólogo de la corte del Kaiser Guillermo II,  Karl von Hase.
Se casó el 6 de abril de 1926 con el jurista judío Gerhard Leibholz (1901-1982) mudándose en 1929 a Greifswald,  en 1931 a Gotinga.
Debido al nazismo tuvieron que emigrar en 1938 a Oxford con sus dos hijas, regresando en 1947 a Gotinga.
Su libro vergangen – erlebt – überwunden es un retrato del destino de su familia „Schicksale der Familie Bonhoeffer“, y de su emigración a Inglaterra.

## Escritos
- Vergangen – erlebt – überwunden. Schicksale der Familie Bonhoeffer; Gütersloh: Gütersloher Verlagshaus, 1983; ISBN 3-579-03961-X
- Weihnachten im Hause Bonhoeffer; Gütersloh 1991; ISBN 3-579-01545-1